# Michel Miyazawa
Michel Miyazawa (Prefettura di Chiba, 14 luglio 1963) è un ex calciatore giapponese, di ruolo difensore.